# Siège de Glogau (1813-1814)
Pour les articles homonymes, voir Siège de Glogau.
Guerre de la sixième coalition
Batailles
Campagne de Russie (1812)
- Liste des batailles
- Mir
- Moguilev
- Ostrovno
- Vitebsk
- Kliastitsy
- Smolensk
- 1re Polotsk
- Valoutina Gora
- Moskova
- Moscou
- Winkowo
- 2e Polotsk
- Maloïaroslavets
- Gorodnia
- Czaśniki
- Viazma
- Smoliani
- Krasnoï
- Bérézina

Campagne d'Allemagne (1813)
- Dantzig
- Lunebourg
- Möckern
- Lützen
- Bautzen
- Reichenbach
- Haynau
- Luckau
- Hoyerswerda
- Lauenbourg
- Goldberg
- Gross Beeren
- Katzbach
- Dresde
- Kulm
- Dennewitz
- Peterswalde
- Liebertwolkwitz
- Leipzig
- Hanau
- Sehested
- Torgau
- Hambourg

Campagne de France (1814)
- Sainte-Croix-en-Plaine
- Besançon
- Mayence
- Metz
- Saint-Avold
- 1re Saint-Dizier
- Brienne
- La Rothière
- Campagne des Six-Jours (Champaubert
- Montmirail
- Château-Thierry
- Vauchamps)
- Mormant
- Montereau
- Bar-sur-Aube
- Saint-Julien
- Laubressel
- Berry-au-Bac
- Craonne
- Coutures
- Laon
- Soissons
- Mâcon
- Reims
- Saint-Georges-de-Reneins
- Limonest
- Arcis-sur-Aube
- Fère-Champenoise
- 2e Saint-Dizier
- Meaux
- Claye
- Villeparisis
- Paris

- Feistritz
- Caldiero (en)
- Trieste
- Mincio

- Hoogstraten (de)
- Anvers
- Berg-op-Zoom
- Courtrai

Le siège de Glogau se déroule du 1er septembre 1813 au 10 avril 1814, pendant les guerres de la sixième coalition. La garnison française, forte de 5 000 hommes, et commandée par le général Laplane est assiégée et finit par capituler face à un corps de siège prusso-russe d'environ 21 000 hommes, sous les ordres du lieutenant-général baron Rosen.

## Contexte
Après la retraite de Russie, les troupes françaises évacuent la Pologne, ne laissant que des garnisons dans de nombreuses places fortes, entre autres, sur l'Oder. Pendant la première moitié de 1813, la ville de Glogau est assiégée par les troupes russes commandées par un émigré français, le général de Saint-Priest. Celles-ci lèvent le siège le 28 mai 1813.

## Conséquences
La garnison française capitule avec les honneurs de la guerre. Les éléments croates et allemands de la garnison sont autorisés à rentrer chez eux. Les Français marchent vers la France après avoir promis de ne plus porter les armes contre les alliés pendant un an.